# Spoorlijn Weddel - Fallersleben
De spoorlijn Weddel - Fallersleben (Duits: Weddeler Schleife, Weddelse boog) is een spoorlijn tussen Weddel en Fallersleben in de deelstaat Nedersaksen, Duitsland. De enkelsporige geëlektrificeerde lijn is onderdeel van de hoofdverbinding tussen Berlijn en Frankfurt en als spoorlijn 1956 onder beheer van DB Netze.

## Verloop
De spoorlijn begint bij de aansluiting Weddel aan de spoorlijn Braunschweig - Helmstedt en is over de gehele lengte enkelsporig. Bij Lehre is er een dienststation met een zijspoor waar treinen kunnen kruisen of inhalen. Vervolgens gaat de lijn enkelsporig verder tot aansluiting Sülfeld waar een spoor afbuigt en aan de zuidzijde van de spoorlijn Berlijn - Lehrte erbij komt als derde spoor tot Oebisfelde. Het andere spoor gaat over de spoorlijn Berlijn - Lehrte heeft en takt aan de noordzijde op deze spoorlijn aan. 
Tussen beide aansluitingen is de baanvaksnelheid 160 km/h. Bij Fallersleben zijn er hogesnelheidswissels geplaatst die geschikt zijn voor 160 km/h, maar de baanvaksnelheid rond deze wissels in Fallersleben is 130 km/h. Bij Fallersleben is ook Linienförmige Zugbeeinflussung geïnstalleerd. De spoorlijn wordt aangestuurd vanuit het elektronische treindienstleiderspost in Fallersleben. Het tracé is tijdens de bouw voorbereid voor een tweede spoor. Ook een verhoging van de baanvaksnelheid naar 200 km/h is mogelijk.

## Exploitatie
De spoorlijn is een belangrijk onderdeel van de verbinding tussen de hogesnelheidslijnen Berlijn - Oebisfelde en Hannover - Würzburg via Braunschweig Hauptbahnhof en Hildesheim Hauptbahnhof. 
In het langeafstandsverkeer wordt de spoorlijn hoofdzakelijk eenmaal per uur gebruikt door ICE-treinen tussen Berlijn en Frankfurt am Main. In het regionale verkeer rijdt sinds december 2015 enno over de lijn na het winnen van de Europese aanbesteding. Over de spoorlijn rijdt eenmaal per uur de Regional-Express-lijn Wolfsburg - Braunschweig - Hildesheim, met extra treinen in de spits. Hiervoor worden treinstellen van het type Coradia Continental ingezet. 
Naast de Hildesheimer Schleife (Hildesheimer boog) is de Weddeler Schleife een enkelsporig knelpunt op de verbinding tussen Berlijn en Frankfurt am Main. In de alternatieve route via Erfurt zijn er geen enkelsporige trajecten.

## Geschiedenis

### Voorgeschiedenis tot 1989
Al tussen 1901 en 1904 werd de Schuntertalbahn als eerste spoorverbinding tussen Fallersleben en Braunschweig gebouwd. Het is een zijlijn van de Braunschweigische Landes-Eisenbahn-Gesellschaft, die Fallersleben aan de oostzijde verliet en oostelijk van Lehre de huidige spoorlijn kruist. Vervolgens loopt de lijn langs het riviertje de Schunter naar Braunschweig-Gliesmarode (toen zonder verbinding met de spoorlijn Braunschweig - Gifhorn) en deze lijn kwam uit op het toenmalige noordstation van de Braunschweiger Landeseisenbahn. Deze lijn werd in 1938 genationaliseerd en bij het westelijke uiteinde werd er een verbinding gemaakt met de toenmalige Hauptbahnhof. Aan de oostzijde plande de Deutsche Reichsbahn een dubbelsporige hoofdlijn van Fallersleben, waar de lijnen naar Berlijn en de fabriek van Volkswagen op zouden worden aangesloten, richting het toenmalig geplande Braunschweig Hauptbahnhof (ongeveer op de plaats waar het station in 1960 gebouwd werd) en verder naar de nieuw gebouwde staalfabrieken in Salzgitter. De lijn zou ten westen van Fallersleben aftakken en geleidelijk naar het zuiden afbuigen. Van de geplande lijn werd tot 1942 alleen het trajectdeel ten noorden van Lehre enkelsporig gebouwd en provisorisch op de Schuntertalbahn aangesloten. De werkzaamheden werden gestaakt en het oude tracé Lehre - Fallersleben werd stilgelegd. Bij de provisorische aansluiting bleef ongeveer nog vijftig jaar bestaan, terwijl deze voornamelijk door goederenverkeer, tot 20 treinen per dag, werd gebruikt. De noordelijke spoordijk van de kruisingsvrije aansluiting Fallersleben - Sülfeld lag er ongebruikt bij.

### Planning vanaf 1990 en bouw tussen 1996 en 1998
Na het politieke besluit in juli 1990 over de bouw van de hogesnelheidslijn Berlijn - Oebisfelde via de noordroute via Wolfsburg (de alternatieve zuidroute ging via Maagdenburg en Potsdam), was er een verbinding nodig tussen Wolfsburg en Braunschweig. Daarbij werd een diagonaal lopende spoorlijn tussen Oebisfelde en Braunschweig overwogen, maar op grond van ecologische argumenten werd de lijn ten gunste van de stad Wolfsburg bij Fallersleben aangelegd.
De spoorlijn werd als onderdeel van de spoorlijn Löhne - Braunschweig - Wolfsburg in 1992 met "hoge prioriteit" in het Federale Verkeerswegenplan (Bundesverkehrswegeplan) opgenomen. Ook in de Federale Spoorwegenuitbreidingsplan van 1993 was het project opgenomen. In de zomer van 1993 werd het Ontwerp Tracébesluit vastgesteld, tegen het einde van hetzelfde jaar werd met het Tracébesluit begonnen.
Het zuidelijke, ongeveer 12 kilometer lange trajectdeel tussen Weddel en Groß Brunsrode (bei Lehre, werd nieuw gebouwd. Het noordelijke deel naar Fallersleben werd geëlektrificeerd en de baanvaksnelheid verhoogd naar 160 km/h.
De financiering van het project bleef lange tijd onduidelijk. Om de lijn gelijktijdig met de HSL tussen Hannover en Berlijn in 1997 te openen, werden er besparingen voorgesteld om de krappe begroting zo min mogelijk te belasten. De Deutsche Bundesbahn ging in de eigen begroting ervan uit, dat de kosten van de bouw van een enkelsporige spoorlijn van 300 tot 350 miljoen Mark kan worden gereduceerd met 50 tot 100 miljoen Mark.
In november 1996 gaf de Bond voor de bouw van de Weddeler Schleife en de nieuwbouw van het traject Löhne - Braunschweig - Hildesheim Mittel 242 miljoen Mark vrij. Na het voltooien van de noodzakelijke Tracébesluiten volgde in 1997 de start van de bouw.
In 1997 werd nog uitgegaan van een opening van de spoorlijn niet voor het einde van 199, meerdere maanden na de opening van de HSL Hannover - Berlijn. In mei 1998 werd de omgebouwde aansluiting Weddel in gebruik genomen. Per besluit van de Deutsche Bahn werd in mei de opening van de verbinding in september 1998 voorzien. In de overgebleven vier maanden werd er dag en nacht gewerkt, zeven dagen per week met drie ploegendiensten gebouwd. Zonder deze spoorlijn moesten de treinen tussen Berlijn en Frankfurt am Main doorrijden naar Hannover Hauptbahnhof en daar kopmaken. Door de Weddeler Schleife werd de reistijd tussen Berlijn en Frankfurt am Main met ongeveer 40 minuten verkort in vergelijking met de vorige dienstregeling (via Maagdenburg). Het tijdvoordeel tegenover de omweg via Hannover (inclusief het kopmaken) ligt daarentegen rond de 10 minuten.
De opening volgde op 20 september 1998.

### Vooruitzicht
Volkswagen AG zet zich in voor een dubbelsporige uitbouw van de spoorlijn. De Federale Verkeersministerie wil een dergelijke uitbreiding overwegen.
Op 22 februari 2016 meldde het tijdschrift Focus, dat de Nedersaksische verkeersminister Olaf Lies, de Deutsche Bahn en het Federale Verkeersministerie overeengekomen zijn, dat de spoorlijn als regionaal verkeersproject onafhankelijk van het Federale Verkeerswegenplan dubbelsporig uit te bouwen. Tot de zomer van 2016 werd aan de planningsovereenkomst gewerkt, de detailplanning zou tot eind 2016 duren. De planningsovereenkomst werd in augustus ondertekend.
De kosten van de verdubbeling zijn in 2014 berekend op €120 miljoen.

## Treindiensten
De Deutsche Bahn verzorgt het personenvervoer op dit traject met ICE treinen. enno verzorgt het vervoer met RE treinen.
| Serie  | Treinsoort                        | Route | Bijzonderheden                        |
| ------ | --------------------------------- | --- | ------------------------------------- |
| ICE 3  | InterCityExpress (DB Fernverkehr) | Berlin Hbf – Hannover Hbf – Frankfurt (Main) Hbf – [ Darmstadt Hbf ] / [ Mannheim Hbf – Stuttgart Hbf – Ulm Hbf – Augsburg Hbf – München Hbf ] |                                       |
| ICE 11 | InterCityExpress (DB Fernverkehr) | [ Berlin Ostbahnhof – Berlin Hbf – Berlin-Spandau – Braunschweig Hbf – Hildesheim Hbf – Göttingen – Kassel-Wilhelmshöhe – Fulda – Hanau Hbf – Frankfurt (Main) Hbf ] / [ Wiesbaden Hbf – Mainz Hbf – Worms Hbf ] – Mannheim Hbf – Stuttgart Hbf – Ulm Hbf – Augsburg Hbf – München-Pasing – München Hbf                                                     | Één trein van Wiesbaden naar München. |
| ICE 12 | InterCityExpress (DB Fernverkehr) | Berlin Ostbahnhof – Berlin Hbf – Berlin-Spandau – Wolfsburg Hbf – Braunschweig Hbf – Hildesheim Hbf – Göttingen – Kassel-Wilhelmshöhe – Fulda – Hanau Hbf – Frankfurt (Main) Hbf – Mannheim Hbf – Karlsruhe Hbf – Offenburg – Freiburg (Breisgau) Hbf – Basel Bad Bf – Basel SBB – Liestal – Olten – Bern – Thun – Spiez – Interlaken West – Interlaken Ost |                                       |
| RE 50  | Regional-Express (enno)           | Hildesheim Hbf – Braunschweig Hbf – Wolfsburg Hbf |                                       |

## Aansluitingen
In de volgende plaatsen is of was er een aansluiting op de volgende spoorlijnen:
Weddel
DB 1900, spoorlijn tussen Braunschweig en Helmstedt
Groß Brunsrode
DB 1954, spoorlijn tussen Lehre en Groß Brunsrode
Fallersleben
DB 1953, spoorlijn tussen Braunschweig-Gliesmarode en Fallersleben
DB 1955, spoorlijn tussen Fallersleben en Werkbahnhof VW Wolfsburg
DB 6107, spoorlijn tussen Berlijn en Lehrte
DB 6399, spoorlijn tussen Oebisfelde en Fallersleben